# Pseuderanthemum lilacinum
Pseuderanthemum lilacinum es una especie de planta floral del género Pseuderanthemum, familia Acanthaceae.
Especie nativa de Malasia.